# Атински метро
Атински метро је брзи транзитни систем који опслужује градско подручје Атине. Линија 1 отворена је као једноколосечна конвенционална парна железница 1869. и електрификована је 1904. Почевши од 1991., Elliniko Metro SA је изградио и продужио Линије 2 и 3.  Он је значајно променио Атину пружањем преко потребног решења за градски саобраћај и проблем загађења ваздуха, као и ревитализацијом многих области које опслужује. Проширења постојећих линија су у изради или тендеру, попут проширења Линије 2 до Илиона где је тендер почео 2023., као и нове Линије 4, чија је централна деоница почела да се гради у октобру 2021.  Атински метро је активно повезан са другим средствима јавног превоза, као што су аутобуси, тролејбуси, атински трамвај и атинска приградска железница. Атински метро је цењен због своје модерности (углавном новије линије 2, 3), а многе његове станице приказују уметничка дела, изложбе и изложбе археолошких остатака пронађених током његове изградње. Фотографисање и видео снимање је дозвољено у целој мрежи,  а улични фотографи често раде у атинском метроу. Ово је био једини метро систем у Грчкој, пре него што је солунски метро почео са радом 30. новембра 2024.

## Историја

### Линија 1
До 28. јануара 2000. Линија 1 је била једина брза транзитна линија у Атини. Атина и Пирејска железничка компанија отворила је парну једноколосечну мешовиту теретну и путничку железничку линију 27. фебруара 1869. и саобраћала је између Пиреја и Тисеја. 4. фебруара 1885. отворена је парна једноколосечна једноколосечна мешовита теретна и путничка железничка линија уског колосека на Тргу Лаврион-Строфили, која је у то време саобраћала од трга Атики до Кифисије. Ове првобитно мешане теретне и путничке железничке линије постепено су се спојиле и претвориле у систем брзог транзита. Деоница између Кифисије и Строфилија је напуштена.

### Пројекти из 90-их
Откако је садашња линија 1 отворена, влада је предложила многа проширења мреже метроа, укључујући план из 1963. за мрежу метроа. Изградња Линија 2 и 3 почела је у новембру 1992. како би се смањила гужва у саобраћају и побољшао квалитет ваздуха у Атини смањењем нивоа смога. Линија 3 је продужена до међународног аеродрома Елефтериос Венизелос у лето 2004., а Линија 2 је продужена 2013.

## Инфраструктура

### Линије и станице
Атински метро се састоји од три линије укупне дужине 91,7 километара и 66 станица: Линија 1 (зелена) дуга је 25,7 километара са 24 станице, Линија 2 (црвена) је дуга 18,7 километара са 20 станица и Линија 3 (плава) је дуга 47,3 километра са 24 станице. Систем има пет трансфер станица, у Атикију, Монастиракију, Омонији, Пиреју и Синтагми, што омогућава да се све три размене најмање једном. Свака линија такође има најмање једну везу са атинском приградском железницом и атинским трамвајем.
| Линија  | Боја на мапи | Датум отварања    | Последње проширење | Тип         | Број станица | Дужина            | Ref.          |
| ------- | ------------ | ----------------- | ------------------ | ----------- | ------------ | ----------------- | ------------- |
|         | Зелена       | 27. фебруар 1869. | 10. август 1957.   | Sub surface | 24           | 257 km (159,7 mi) | [ 16 ]        |
|         | Red          | 28. јануар 2000.  | 26. јул 2013.      | Deep level  | 20           | 187 km (116,2 mi) | [ 17 ] [ 18 ] |
|         | Плава        | 28. јануар 2000.  | 10. октобар 2022.  | Deep level  | 27           | 473 km (293,9 mi) | [ 17 ] [ 19 ] |
| Укупно: | Укупно:      | Укупно:           | Укупно:            | Укупно:     | 66           | 917 km (570 mi)   |               |

## Карте
Цене се плаћају унапред, било као краткорочне карте које важе 90 минута, 24 сата, три дана, пет дана или као дугорочне карте. Од септембра 2020. постоје две врсте тарифних производа, ATH.ENA карта и ATH.ENA картица, оба су потврђена коришћењем бесконтактног система (скенирањем карте или картице на електронским машинама за валидацију). Карте важе за све видове јавног превоза у Атини осим за возове и аутобусе до аеродрома. Путници не могу купити карту у аутобусу. За путовање до или са аеродрома, путници могу купити карту у једном правцу за 9 € или тродневну карту за 20 € која такође укључује неограничена локална путовања и повратно путовање до аеродрома. За долазак на аеродром без плаћања одговарајуће карте биће кажњена казна од 72 евра, смањена на 36 евра ако се плати у року од 10 дана. 
Терминске карте су доступне у периодима од 30, 90, 180 и 365 дана и доступне су само уз персонализоване ATH.ENA картице. Снижене карте су доступне за студенте, старије особе, инвалиде и особе млађе од 18 година. Приликом контроле превоза путници који имају право на снижену карту морају да покажу личну карту, студентску карту или пасош. Деца млађа од 6 година имају право да путују бесплатно свим превозним средствима. У аутобусима и трамвајима карта или картица мора бити потврђена само при уласку у возило скенирањем карте на електронским машинама за валидацију. На станицама метроа или приградске железнице, карта или картица морају бити потврђени на електронским капијама приликом уласка и изласка са станице.